# Leka II, Principe Moștenitor al Albaniei
Principele Moștenitor Leka al Albaniei (Leka Anwar Zog Reza Baudouin Msiziwe Zogu, născut la 26 martie 1982) este singurul copil al ASR Leka I, Principe Moștenitor al Albaniei, și al Susan Cullen-Ward. Principele Leka a activat ca oficial al Ministerul albanez de Interne și al Ministerul albanez al Afacerilor Externe. De la moartea tatălui său, prințul este numit de către unii monarhiști  albanezi ca Regele Leka II. În luna mai 2010, prințul s-a logodit cu Elia Zaharia, o actriță și cântăreață albaneză. Pe 30 noiembrie 2011, odată cu moartea tatălui său el a devenit șef al Casei regale de Zogu, titular Rege al Albanezilor, și al 3-lea Suveran al Ordinelor dinastice de Besa și de Skanderbeg.

## Onoruri și premii
Onoruri naționale
- Albania Casa de Zogu: Cavaler Suveran  cu Colar al Ordinului de Onoare[5]
- Albania Casa de Zogu: Cavaler Suveran  Marele Cordon al Ordinului de Fidelitate[5][6][7]
- Albania Casa de Zogu: Cavaler Suveran în grad de mare Cruce al Ordinului de Skanderbeg[5][8]

Onoruri străine
- Familia Regală Italiană: Cavaler în grad de mare Cruce al Ordinului Sfinților Maurice și Lazarus[9][10]

Premii
- Albania – Cetatean de onoare al Orașului Burrel (2012)
- Albania – Cetatean de onoare al Orașului Bërdicë (2012)

## References
1. ↑  „copie arhivă”. Arhivat din original la 16 august 2016. Accesat în 7 iulie 2016.
2. ↑  Dineu în onoarea Principelui Leka al II-lea | Familia Regală a României / Royal Family of Romania (în engleză)
3. ↑  Principele Moștenitor Leka al II-lea al Albaniei, oaspetele Familiei Regale a României | Familia Regală a României / Royal Family of Romania (în engleză)
4. ↑  Revue de presse royale novembre 2010
5. 1 2 3  Albanian Royal website, Page of the Orders of Albanian Royal Family Arhivat în 18 martie 2016, la Wayback Machine.
6. ↑  http://www.noblesseetroyautes.com/wp-content/uploads/2013/02/Leka-II.jpg
7. ↑  http://www.imperialhouse.ru/uploads/image/photo-gallery/news/2013/3831/8.jpg
8. ↑  Italy honours HRH Prince Leka II and the Albanian Indipendence – Dielli | The Sun (în engleză)
9. ↑  „copie arhivă”. Arhivat din original la 6 iulie 2018. Accesat în 7 iulie 2016.
10. ↑  22052012LekaII, albania.dyndns.org, arhivat din original la 16 aprilie 2015, accesat în 7 iulie 2016

## Link-uri externe
- Site-ul oficial al Curții Regale albaneze
- Site-ul Oficial de la Maison Royale d'Albanie
- Histoire de l'Albanie et de sa Maison Royale 1443-2007 Arhivat în 15 februarie 2016, la Wayback Machine.
- Am'Albanie et le sauvetage des Juifs